# 1700-as évek
Évszázadok: 17. század · 18. század · 19. század
Évtizedek: 1650-es évek · 1660-as évek · 1670-es évek · 1680-as évek · 1690-es évek · 1700-as évek · 1710-es évek · 1720-as évek · 1730-as évek · 1740-es évek · 1750-es évek
Évek: 1700 · 1701 · 1702 · 1703 · 1704 · 1705 · 1706 · 1707 · 1708 · 1709

## Események és irányzatok
- 1703 – II. Rákóczi Ferenc vezetésével Magyarországon kitör a szabadságharc.
- az 1700-as évek eleje – A váci székesegyház maradványait elbontják, az új székesegyház 1761–1777 között új helyen épül fel.[1]